# Jourdain de l'Isle
Ne doit pas être confondu avec L'Isle-Jourdain.
Jourdain de l'Isle, dit le Jeune, fut un seigneur gascon, neveu par alliance du pape Jean XXII, fondateur en 1284 de la bastide de Vianne avec le roi d'Angleterre Édouard Ier, et qui finit pendu au gibet de Montfaucon le 22 mai 1323.

## Biographie

### Fondation de Vianne
Il est fils d'Indié, sœur de Vianne de Gontaut-Biron, et de Jourdain V seigneur de l'Isle, frère de Bernard Jourdain IV seigneur de l'Isle. Il est seigneur de Cazaubon et de Cornillon. Il hérite de sa tante la totalité de ses biens dont le château de Mongaillard et ses dépendances. En l'honneur de celle-ci, il fonde une bastide au nom de Vianne,  et signe avec le représentant du roi d'Angleterre en Aquitaine Édouard Ier, le sénéchal Jean Ier de Grailly, l'acte de paréage en 1284. Il garde sur la bastide les droits de basse justice. Il construit sur la Baïse un moulin fortifié dont il reste la partie la plus enfoncée dans l'eau. Violent, il se querelle avec les moines et dévaste le prieuré, lequel était sous la sauvegarde du Roi de France. Il s'est marié le 31 octobre 1299 à Agen avec Catherine de Grailly, dame de Gurson et du Fleix, de Landerron et de Sainte-Bazeille, fille de Pierre de Grailly, vicomte de Benauges, et de Talèze de Bouville, demi-sœur de Pierre II de Grailly.

### Vie dissolue
Par la suite, il fait le siège d’Estussan pour le compte des Anglais. Il vole du bois dans la forêt de Bouconne et est poursuivi par la justice du roi à Toulouse, en 1301, puis en 1313.
Plus tard, il sera accusé de meurtre et de viol. Il empale de sa main deux sergents du roi, ce pour quoi, en dépit de la protection de son oncle le pape Jean XXII, il finira pendu, revêtu d'une robe blanche aux armes du pape, le 22 mai 1323, après avoir été traîné à la queue d'un cheval au gibet de Montfaucon.